# Jacobello del Fiore
Pour les articles homonymes, voir Fiore.
Jacopo ou Jacometto ou Jacobello del Fiore (Venise, v. 1370 - v. 1439) est un peintre italien de l'école vénitienne qui fut actif à Venise et dans les Marches à la fin du XIVe et au début du XVe siècle.
Ses premiers travaux sont dans le style gothique tardif popularisé par Altichiero da Zevio et Jacopo Avanzi, deux de ses contemporains, tandis que son travail mature affiche un style vénitien local établi par l'école de Paolo Veneziano, un artiste et propriétaire d'atelier à l'inspiration byzantine notable dans son travail. Ce retour stylistique à ses racines le distingue de Niccolò di Pietro et Zanino di Pietro, ses contemporains vénitiens auxquels il est souvent associé.
Carlo Crivelli et Michele Giambono furent de ses élèves.

## Biographie

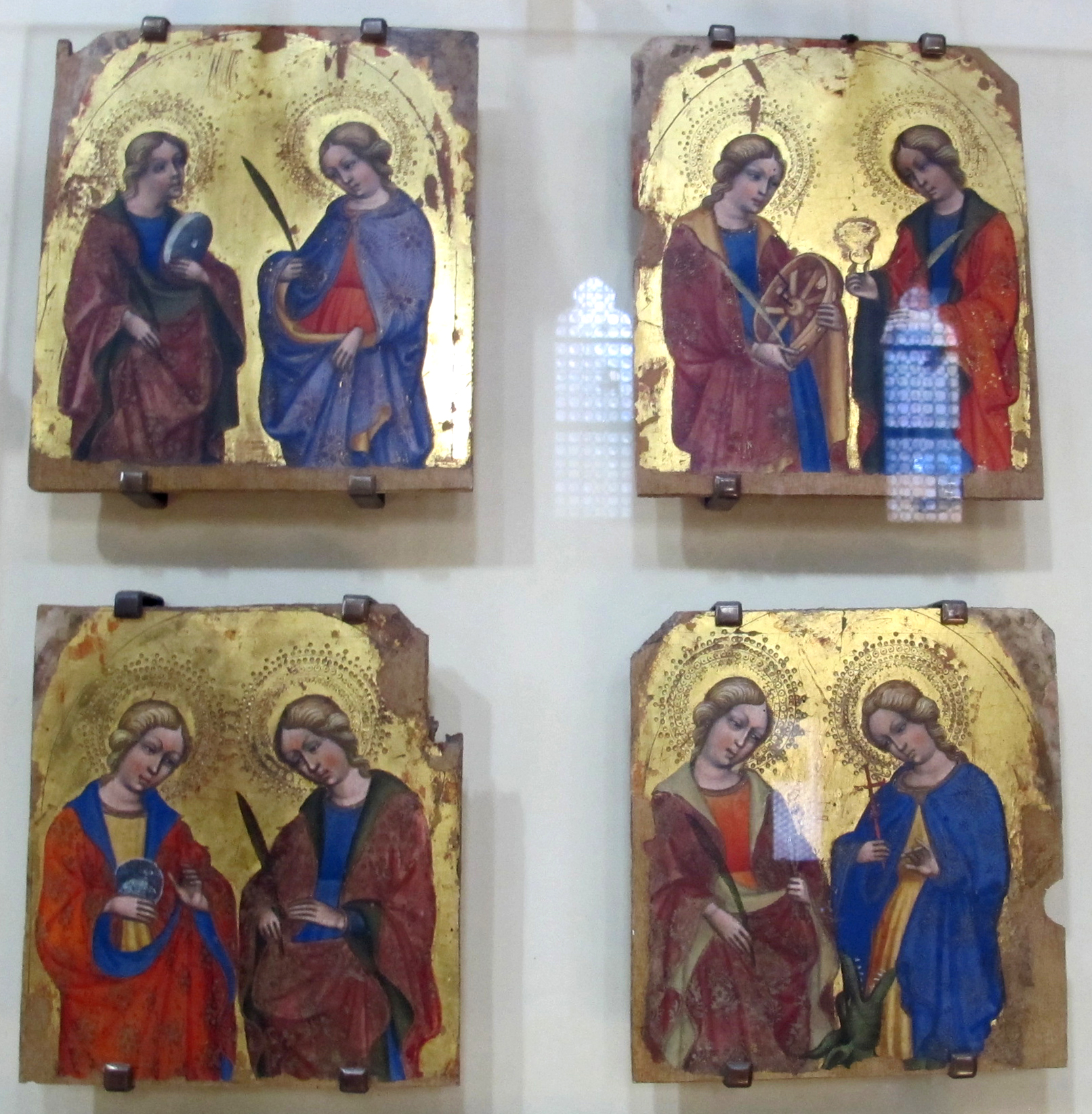
Saints, église San Giovanni in Bragora.

### Jeunesse
Jacobello del Fiore est probablement né vers 1375, car au moment de son mariage en 1394, il est toujours sous la tutelle de son père, Francesco del Fiore. Bien que l'on sache que Jacobello del Fiore se marie en 1394, l'identité de son épouse est inconnue, tout comme on ignore s'il a eu ou non des enfants. Le père de Jacobello, Francesco, est lui-même peintre : en 1376, il est documenté dans un contrat en tant que chef de la Scuola dei Pittori. Il dirige un atelier où travaillent Jacobello et ses deux frères, Nicola (décédé en 1404, alors que Jacobello est dans la vingtaine ou la trentaine) et Pietro

### «Maestro de la Vierge Giovaneli»
Alors que la première œuvre survivante et confirmée de Jacobello est datée de 1407, on pense qu'il est le peintre d'une Crucifixion de la Matthiesen Gallery à Londres et de la Vierge et l'Enfant de Piazzo Giovaneli, tous deux peints à la fin du XIVe siècle. La Crucifixion est un thème récurrent dans les premières œuvres de Jacobello, sujet assez commun à de nombreux peintres de l'époque. L'historien de l'art Andrea de Marchi a été le premier à suggérer qu'un seul auteur était l'auteur de ces peintures « néo-giottesques », inspirées des peintres continentaux Altichiero et Jacopo Avanzi, et a inventé le nom de l'auteur inconnu : « Maestro de la Vierge Giovaneli ». Dans la Crucifixion Matthiesen, le Christ est suspendu à sa croix au centre de la scène, avec ses disciples disposés à gauche et les soldats à droite. Ces détails révèlent que l'auteur du tableau devait être familier du mouvement gothique tardif du continent et avait également une formation vénitienne, en raison de la représentation de Longin qui perce de sa lance le Christ et du centurion qui ordonne que les jambes du Christ soient brisées, deux personnages qui apparaissent également dans la Crucifixion d'Altichiero dans l'oratoire Saint-Georges de Padoue, et aussi du mur de la ville qui ferme la scène, une technique utilisée par Paolo Veneziano. De même, l'historien de l'art Carlo Volpe a noté qu'une série de petits panneaux de la Passion peints dans les années 1390 - Agonie dans le jardin des Olviers (Pinacothèque vaticane), Lamentation (Pinacothèque vaticane), Chemin de croix (Collection royale britannique) et Arrestation du Christ (collection privée) - partagent une influence padouane et une similitude stylistique avec celles de la Crucifixion Matthiesen. De Marchi attribue également La Vierge de l'humilité dans un musée provincial de Lecce au « Maestro de la Vierge Giovaneli », reliant ainsi cette œuvre à la Crucifixion Matthiesen et aux panneaux de la Passion.
En 1401, Jacobello envoie un polyptyque, perdu depuis, à l'église San Cassiano à Pesaro, où il a été vu par l'historien de l'art du XVIIIe siècle Luigi Lanzi. La Vierge de l'humilité à Lecce, selon l'historienne de l'art Illeana Chiappini di Sorio, pourrait bien appartenir à ce polyptyque. Ainsi, la Vierge de l'humilité, selon l'hypothèse de l'historien de l'art Daniele Benati, relie toutes les œuvres mentionnée ci-dessus du « Maestro de la Vierge Giovaneli » à Jacobello del Fiore.

### Évolution de style

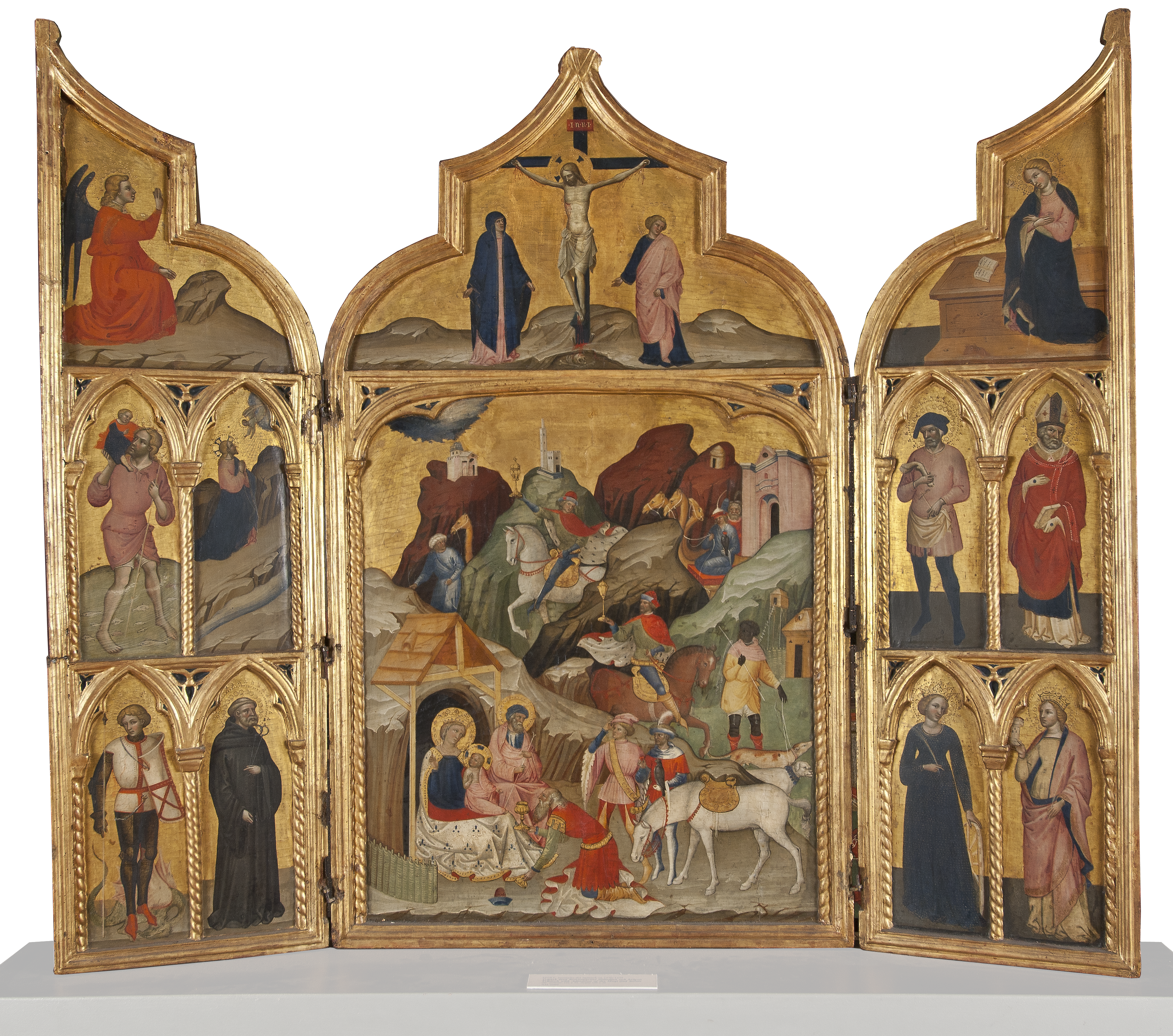
Triptyque avec l'Adoration des mages et Saints, Stockholm, Nationalmuseumn.

L'année 1401 marque une transition dans la carrière de Jacobello qui passe d'un style gothique archaïque, utilisé dans la dernière décennie du Trecento et visible dans la Crucifixion Matthiesen, à un style plus moderne concerné par la ligne, comme dans la Madone Giovaneli et la Crucifixion avec pleureuses et saints conservée dans une collection privée française. Cette dernière œuvre, comme le souligne De Marchi, dérive toujours d'Altichiero et de Jacopo Avanzi, mais va au-delà du style plus sévère de la Crucifixion Matthiesen en montrant une flexibilité gothique plus lâche. Ces deux œuvres ont probablement été peintes entre 1401 et 1407, date de la première peinture certifiée de Jacobello.
La Crucifixion Matthiesen contient des allusions à Jérusalem et à des images bibliques telles que le Golgotha, endroit où Jésus a été crucifié. Le style gothique plus ancien, souvent utilisé par Jacobello, se caractérise par une composition distincte et des personnages vus de face ou de côté, des lignes larges et des couleurs vives, bien que le schéma de la Crucifixion Matthiesen soit particulièrement lumineux.
En 1407, Jacobello peint le triptyque de la Vierge de la Miséricorde avec les saints Jacques et Antoine le grand, conservé aujourd'hui dans l'église Santa Maria delle Grazie à Pesaro, mais à l'origine destiné à l'église Santa Maria à Montegranaro. Ce triptyque, selon Benati, révèle l'intérêt de Jacobello pour les dernières tendances artistiques : sa technique et son style sont au goût du jour, et le nez pincé de la Vierge est le reflet de l'influence du Lombard Michelino da Besozzo. Des influences similaires trouvées dans le triptyque de l'Adoration des mages du Nationalmuseum de Stockholm le placent chronologiquement proche du triptyque de la Vierge de la Miséricorde.
En 1408, Jacobello aurait terminé une autre scène de Crucifixion avec l'aide du sculpteur sur bois Antonio di Bonvesin pour une église paroissiale de Casteldimezzo à Pesaro. L'année suivante, il aurait peint une « toile » pour Pesaro, vue pour la première fois par Lanzi et plus tard hypothétiquement identifiée par le critique d'art Keith Christiansen comme appartenant au Polyptyque de la bienheureuse Micheline. Ces deux tableaux témoignent de sa réputation professionnelle grandissante, acquise avant la mort de son père en 1409-1411.

### Commission du Palais des Doges

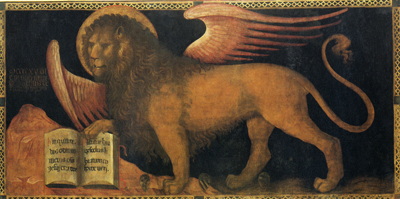
Le Lion de Saint-Marc (in situ), 1415 (détail).

Preuve de sa notoriété, en 1412, la Seigneurie vénitienne emploie Jacobello avec un salaire annuel de cent ducats, une allocation qui est plus tard réduite à 50 ducats du fait de la guerre de Venise contre la Dalmatie.
Entre 1409 et 1415, Jacobello aurait été chargé de décorer la salle du Grand Conseil dans le palais des Doges, le mettant en contact direct avec des peintres du continent tels que Gentile da Fabriano, Pisanello et Michelino da Besozzo. L'influence de Fabriano et Michelino est visible dans le Polyptyque de la bienheureuse Micheline de 1409 et dans la dernière Vierge de la miséricorde entre les saints Jean-Baptiste et Jean l'évangéliste des galeries de l'Académie de Venise, probablement peinte au milieu des années 1410. L'influence de Michelino est aussi visible dans le nourrisson aux membres lourds et les zones de pastiglia dans la Vierge de la Miséricorde, ainsi que dans le Lion de Saint-Marc (in situ), datant de 1415, en particulier dans la queue abstraite et les ailes décoratives de l'animal.
L'influence de Fabriano est encore visible dans l'utilisation par Jacobello de draperie luxueuse et de décors sophistiqués ; cependant, au lieu d'adopter l'attention empirique de Fabriano aux détails de la nature et à la structure de surface, Jacobello, comme l'a noté Benati, conserve une utilisation stylisée et abstraite de la ligne et une dévotion aux apparences métalliques, donnant à son travail une apparence héraldique. Cette décision consciente, comme Benati le soutient, marque un changement dans le style de Jacobello qui revient fidèlement à ses premières influences de la tradition locale du Trecento de Lorenzo Veneziano.

### La Vie de sainte Lucie

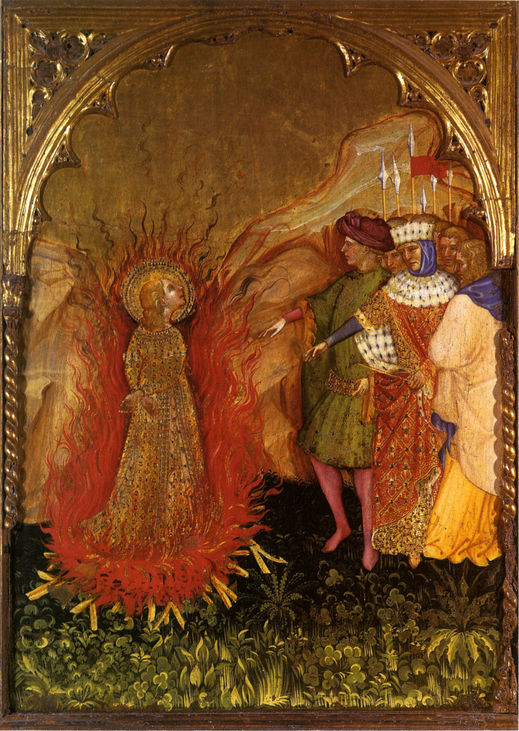
Histoires de la vie de sainte Lucie, Fermo, Pinacoteca Civica.

Commandé pour la ville côtière adriatique de Fermo, le retable avec La Vie de sainte Lucie (Musée civique, Fermo) est considéré comme son chef-d'œuvre, enregistrée pour la première fois en 1763 dans l'inventaire de l'église Sainte-Lucie à Fermo. Les peintures, restaurées en 1950, mettent en évidence la beauté régénérante du style gothique qui ne prétend pas être naturaliste. Au lieu de cela, Jacobello revient au style narratif de Paolo Veneziano et à ses racines vénitiennes au lieu d'aller dans la même direction que Gentile et Pisanello.
Les huit scènes du retable représentent sainte Lucie visitant le tombeau de sainte Agathe, distribuant ses biens aux pauvres, refusant de sacrifier aux idoles, résistant à la traction des bœufs la menant dans un lupanar, brûlant sur le bûcher, se faisant poignarder à la gorge, recevant la Sainte Communion avant la mort, et finalement, sa mise en terre. Jacobello place les trois premières scènes dans une architecture de style gothique et les cinq dernières scènes dans des espaces ouverts avec des rochers et de l'herbe, qui dans leurs détails rappellent les tapisseries françaises tissées dans le style mille-fleurs. De plus, il capture l'extravagance de la tenue du XVe siècle dans la cinquième scène représentant son échec à périr sur le bûcher.

### Mémorial de Francesco del Fiore et dernières années
En 1433, Jacobello érige une tombe en dédicace à son père Francesco dans la basilique San Zanipolo (aujourd'hui perdue). Il revêt l'effigie de son père dans une longue robe pour souligner son prestige social. Benati note que ce mémorial en pierre met non seulement en évidence l'élévation sociale des artistes de cette époque, passant de simples artisans à des membres vénérés de la société, mais célèbre également la vocation de la peinture, une profession qui, en 1433, avait permis à Jacobello d'accéder à la richesse et à la célébrité.
Benati conclut : « C'est Jacobello qui a dû relever le défi de renouveler la culture figurative locale de l'intérieur, par étapes, et qui a finalement réussi à relier le fil qui la liait à ses principes du XIVe siècle. À la lumière de son adhésion précoce au style néo-padouan de Giotto, nous pouvons mieux comprendre comment rapidement, à partir de 1407, il a cherché à adapter la nouveauté du style gothique lombard tardif aux sensibilités locales. ».
Au cours des années 1430, on pense qu'il a formé le jeune Carlo Crivelli, qui devait plus tard être connu pour ses petites détrempes colorées de paysages, de fruits, de fleurs et autres accessoires. Le fils adoptif de Jacobello, Ercole del Fiore, apparaît dans un document de 1461 indiquant sa vocation de peintre. Jacobello meurt en 1439 dans la soixantaine.

## Héritage
Pendant de nombreuses années après sa mort, Jacobello del Fiore n'a pas reçu le mérite que les experts du domaine trouvent approprié aujourd'hui, en tant que l'un des principaux artistes vénitiens de son époque. Keith Christiansen écrit dans son livre sur Gentile da Fabriano : « Jacobello del Fiore souffre d'un malentendu critique plus grand que tout autre artiste vénitien primitif. Roberto Longhi le jugeait comme une personnalité moindre que Niccolò di Pietro ou Zanino car ses œuvres semblaient profondément liées à la peinture vénitienne plutôt qu'à celle du continent. En fait, Jacobello est le plus grand artiste local de sa génération. ». Des historiens de l'art tels que Daniele Benati ont clarifié le rôle de Jacobello en tant que lien entre le style gothique tardif émergeant des artistes lombardes et la tradition locale du Trecento des peintres vénitiens, rétablissant son rôle important dans l'art vénitien et les styles changeants de l'époque.
Il n'existe aucun portrait connu de Jacobello. Malgré son influence et son importance pour la peinture vénitienne de la Renaissance au début du XVe siècle, Jacobello del Fiore ne demeure pas dans les mémoires comme une figure majeure de la Renaissance. Ses peintures sont les sources primaires intégrales pour les historiens de l'art et les chercheurs occasionnels qui veulent comprendre cet artiste.

## Description et analyse de certaines œuvres

### Vierge à l'Enfant

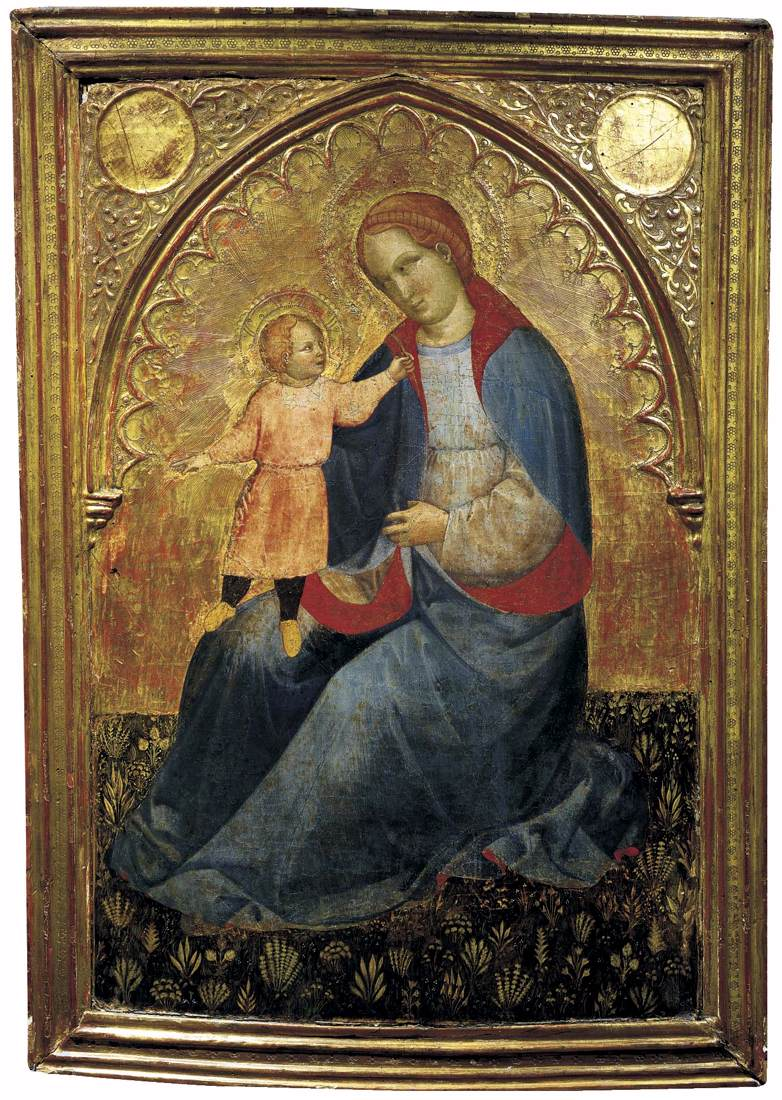
Vierge à l'Enfant.

Non datée, cette Vierge à l'Enfant est une tempera sur bois de 88 × 62 cm, conservée dans une collection privée.
Cette peinture s'aligne avec ses contemporaines et leur est comparable. Par exemple, la façon dont Jacobello dépeint l'Enfant est visiblement grossière : il ressemble à une personne adulte qui a été réduite et rétrécie proportionnellement à Marie. Cela est dû en partie au fait qu'à la Renaissance, les représentations d'enfants étaient moins sophistiquées que les représentations d'adultes.
Les historiens de l'art ont noté que l'attitude générale de la Vierge Marie et de l'Enfant Jésus est étonnamment tendre et aimante par rapport aux œuvres byzantines que cette œuvre évoque. La posture de Marie est moins rigide qu'elle ne l'est dans la plupart des représentations : elle est légèrement tournée vers Jésus et le regarde, deux caractéristiques rarement trouvées dans les travaux dont Jacobello aurait pu s'inspirer. Quant à l'Enfant Jésus lui-même, sa posture est décontractée et il tend la main à sa mère, contraste également avec le précédent établi par d'autres peintures. Ces choix stylistiques distinguent l'œuvre de Jacobello de celle de ses contemporains, ainsi que de celle des modèles byzantins antérieurs.
Le panneau sur lequel cette peinture a été exécutée est orné de bossages originaux, complexes et ornementaux, au lieu d'un fond peint. Une simple couche d'or remplit la majeure partie de l'espace autour de la Vierge Marie et de l'Enfant. Jacobello choisit d'utiliser une couleur unie et de former des motifs et un intérêt visuel à travers le bossage plutôt qu'un paysage peint comme arrière-plan, bien que la verdure et le feuillage soient toujours présents dans la peinture. Les auréoles sont rendues par de légers bossages autour de la tête des personnages.
Comme pour beaucoup d'œuvres de Jacobello, l'ombre sur les sujets ne semble pas provenir d'une source de lumière réaliste ou singulière. Cela est courant pour les peintures de cette période car l'éclairage et l'ombrage réalistes dans la peinture, au moyen de la prise en compte d'une source de lumière, n'ont pas encore été largement popularisés. Alors que la représentation des vêtements et du tissu est moderne, la représentation du feuillage et des plantes, en tant que paysage, est plate et bidimensionnelle, compte tenu des influences byzantines de cette peinture. Les jambes de la Vierge Marie sont démesurément longues.

### Crucifixion

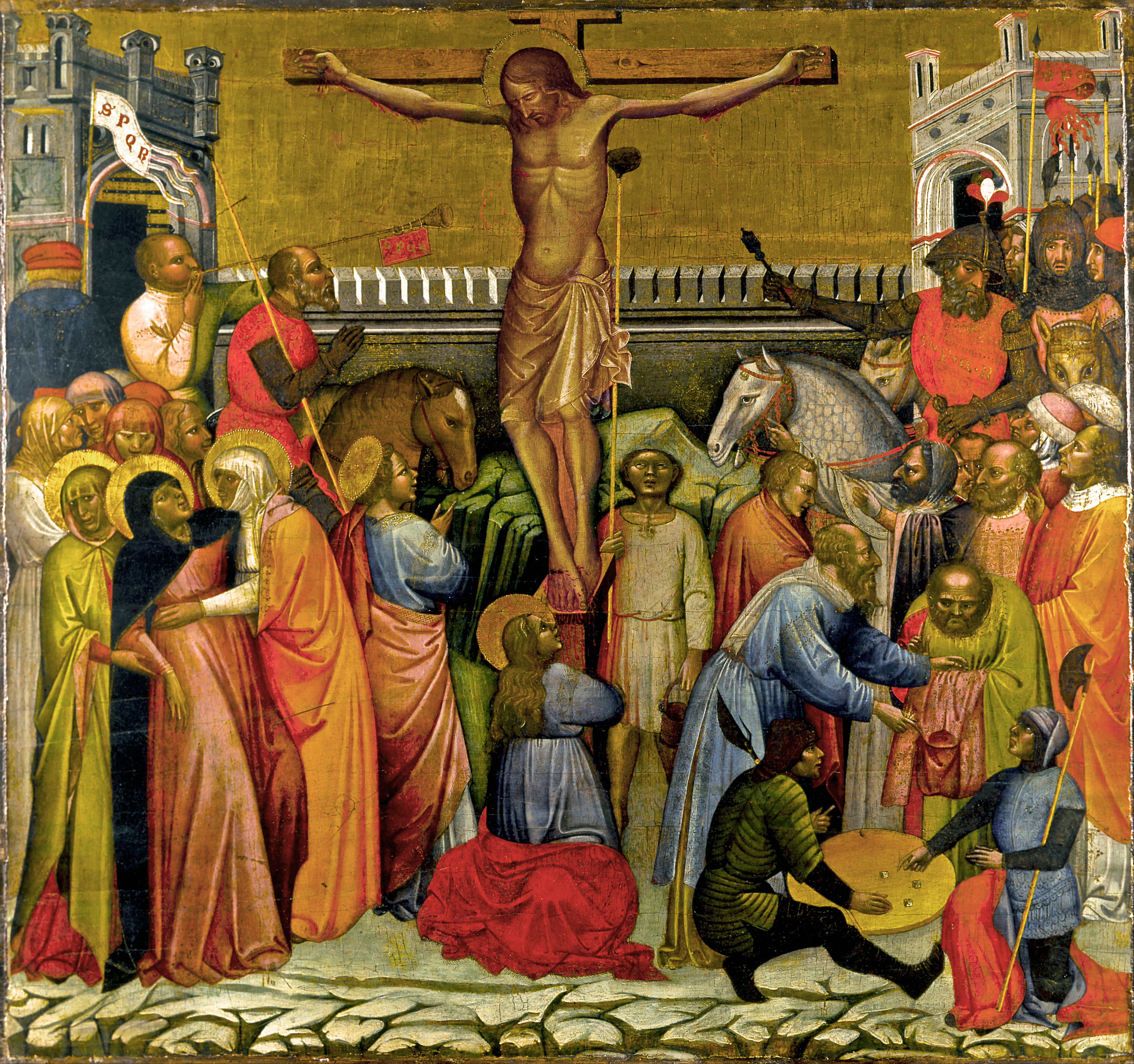
Crucifixion, entre 1395 et 1400, musée d'art de Toledo.

Datée de 1400, panneau à tempera sur or de 127 × 135 cm, cette Crucifixion est conservée au musée d'Art de Toledo dans l'Ohio.
Les historiens de l'art supposent pour la plupart que la Crucifixion est la partie unique d'une œuvre ou d'un retable plus vaste. Jésus est présenté sur le même plan que toutes les autres figures du tableau, mais il semble être beaucoup plus grand que toute autre personne figurant dans le cadre. La domination proportionnelle du Christ illustre une technique courante de la Renaissance utilisée pour mettre l'accent sur un sujet. La plupart des couleurs vives de cette œuvre proviennent de vêtements, allant du rouge au bleu et à l'orange. La couleur des vêtements est particulièrement accentuée par les tons chair des personnages, qui sont devenus sourds et fanés avec le temps.
Bien que la pléthore de personnes qui entourent Jésus puisse ressembler à une foule répartie au hasard, ces figures sont en fait placées dans une sorte de continuum ou de chronologie, et comprennent des personnes importantes telles que saint Jean et Marie Madeleine. Les personnages ont une signification séquentielle et chronologique lorsqu'ils sont vus de gauche à droite : ils racontent l'histoire menant à la Crucifixion représentée dans le tableau. La composition montre une utilisation rudimentaire de la perspective : bien qu'il ne semble pas y avoir un point de fuite ou une ligne d'horizon fixe ou standard, le bois de la Croix et la pierre du mur derrière le Christ semblent avoir de la profondeur. Les roches présentes au premier plan de l'œuvre sont peintes de manière réaliste en ce qui concerne l'ombrage.
La Crucifixion illustre et met en valeur le niveau de compétence de Jacobello en ce qui concerne l'anatomie humaine et ses tentatives de représenter des personnages dans des positions plus naturelles ou réalistes qu'elles ne l'avaient été dans le passé. Cette œuvre, l'une de ses plus célèbres, est utilisée par les historiens de l'art pour démontrer la progression de Jacobello et les premières tentatives de se séparer des styles artistiques byzantins qui l'ont précédée.

### Vierge à l'Enfant(1410)

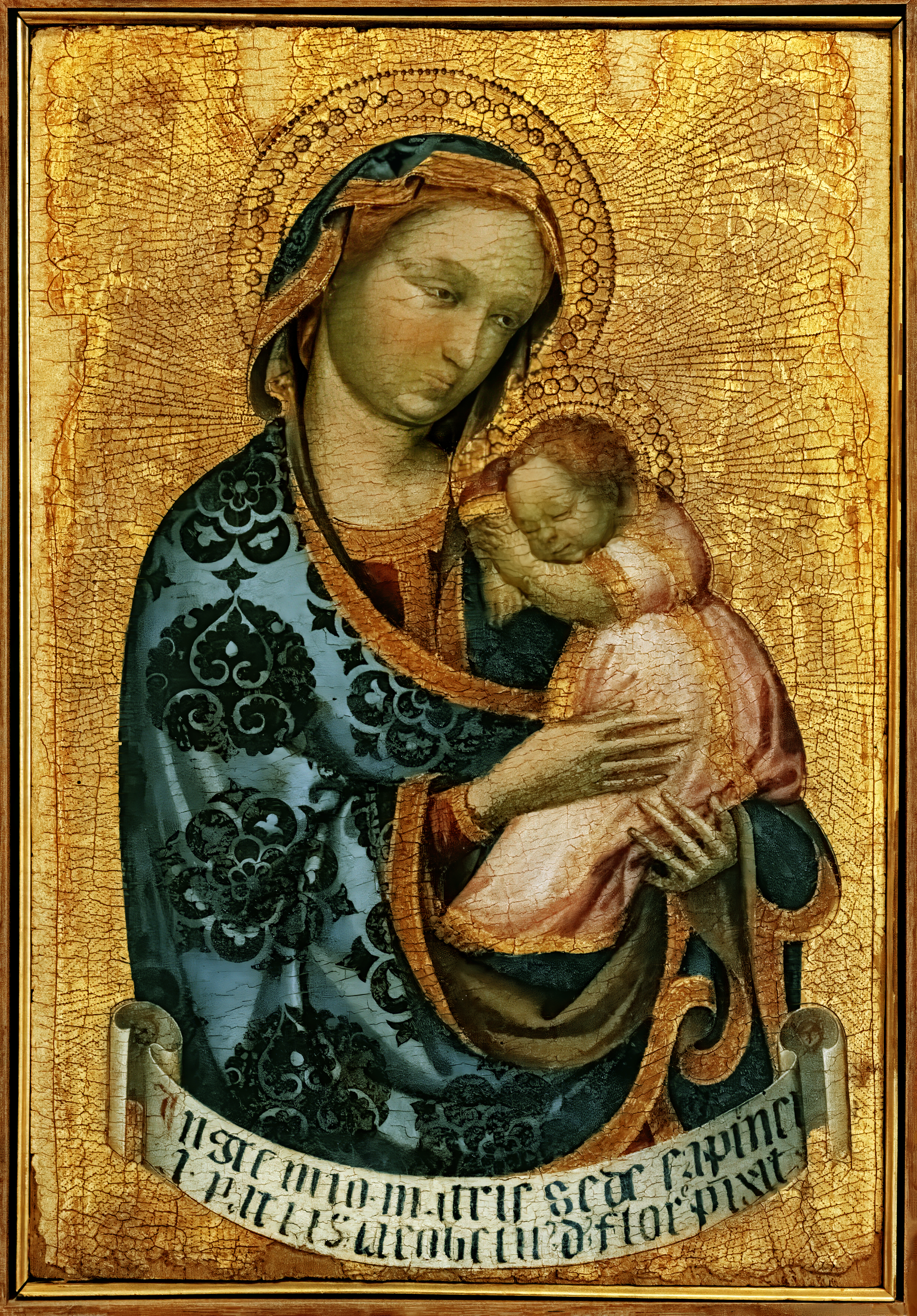
Vierge à l'Enfant, vers 1410, Musée Correr.

Ce panneau de 1410, de 57 × 39 cm, est conservé au musée Correr de Venise.
Cette Vierge à l'Enfant est considérée par les historiens de l'art comme l'une des œuvres les plus importantes et les plus marquantes de Jacobello. Il y réalise ce qui peut être les proportions les plus réalistes pour des êtres humains de l'ensemble de ses œuvres, même si le panneau est produit pendant une phase où celles-ci sont inspirées par les sensibilités byzantines des artistes vénitiens du début du XIVe siècle. La représentation de l'Enfant Jésus est inhabituellement réaliste et proportionnée, avec précision, comme un petit enfant qui serait posé contre sa mère.
Bien que son état actuel soit médiocre, les couleurs ont été assez bien préservées et conservent leur éclat. Dans son état d'origine, la Vierge à l'Enfant devait être l'une des œuvres les plus brillantes de Jacobello, en particulier par rapport aux couleurs plus sombres de ses pièces plus tardives d'inspiration gothique comme Justice entre les archanges Michel et Gabriel et le Couronnement de la Vierge. L'éclat de cette pièce provient principalement des vêtements portés par la Vierge Marie et l'Enfant Jésus. Marie arbore un grand motif audacieux sur ses tissus, une caractéristique unique à cette peinture parmi le répertoire de Jacobello. L'œuvre a un fond doré solide, bien qu'elle n'ait pas de cadre ornemental complexe, de bossage ou de motif comme pour certaines de ses autres œuvres. Les auréoles sont créés par texturation sur le panneau.
Cette œuvre est importante dans la carrière de Jacobello aux yeux des historiens de l'art car elle illustre sa progression dans le temps et montre également comment il a été influent : les œuvres d'autres artistes comme Antonio Vivarini et Jean Bologne l'imitent.

### Triptyque de laVierge de miséricorde

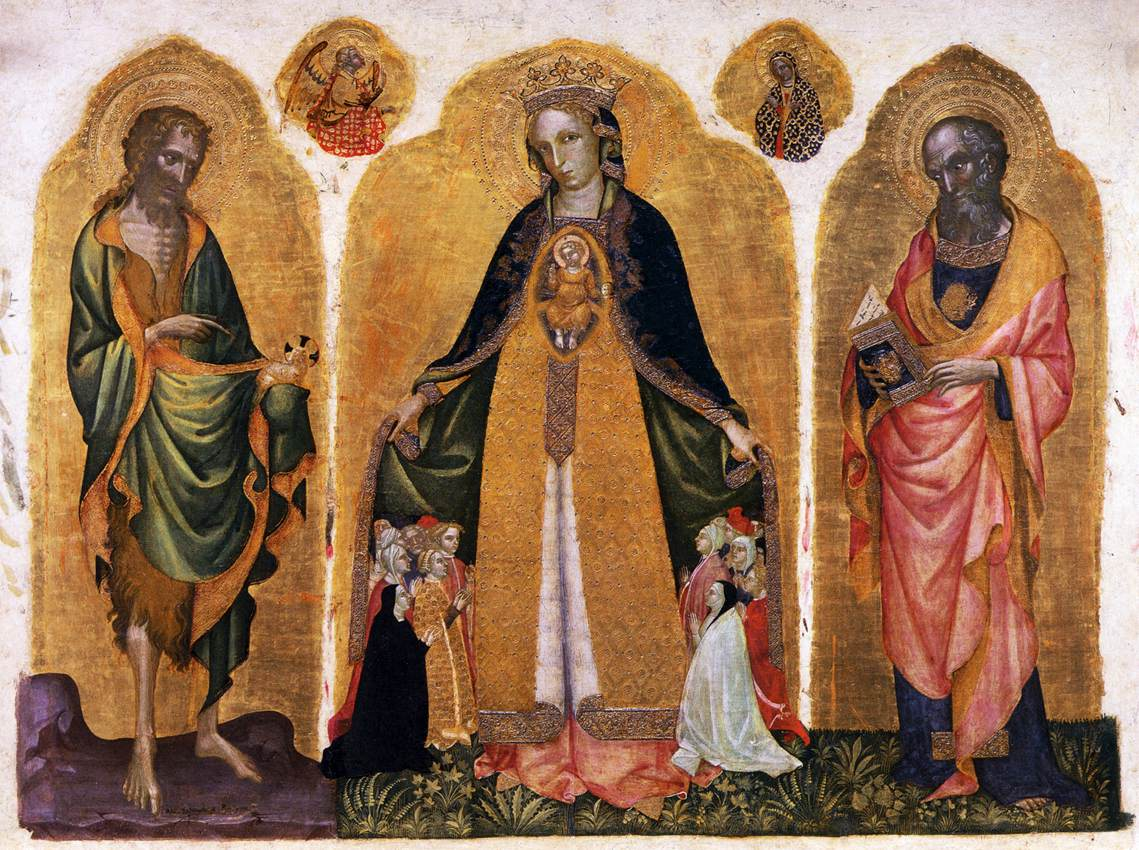
Vierge de miséricorde entre les saints Jean-Baptiste et Jean l'évangéliste, galeries de l'Académie de Venise.

Tempera sur bois datée de 1415, ce triptyque de 86 × 113 cm est conservé aux galeries de l'Académie de Venise.
Ce triptyque représente la Vierge Marie en position centrale, flanquée d’un côté par saint Jean-Baptiste et de l’autre par saint Jean l'évangéliste. La Vierge Marie est entourée intimement par une foule de personnes. Les figures occupent une profondeur peu importante et le fond d’or uni solide est peu décoré.
Cette œuvre marque le début du retour de Jacobello au style pour lequel il avait à l'origine une affinité : celui de la peinture vénitienne d'inspiration byzantine du début du XIVe siècle. La palette de couleurs de cette œuvre et la manière dont les personnages sont ombrés sont plus similaires à certaines des œuvres antérieures de Jacobello telles que la Crucifixion qu'à ses œuvres plus tardives d'inspiration gothique comme Justice entre les archanges Michel et Gabriel. Si les historiens de l'art considèrent ce mouvement comme un retour à un style plus ancien de sa part, ils ne le considèrent pas comme une régression en termes d'aptitude technique.
Les éléments qui confirment les affirmations de ces historiens de l'art sont la représentation du tissu, des cheveux et de la peau, par rapport aux œuvres antérieures de Jacobello. L'éclairage et l'ombre des vêtements et tissus sont cohérents, les tissus sont plus détaillés que dans les autres œuvres de l'artiste, et des textures subtiles distinguent un tissu velouté d'un tissu plus soyeux. Des effets supplémentaires sont utilisés, tels que les déchirures effilochées de la figure de gauche et les détails complexes des ornements de certains vêtements.
La surface rocheuse sur le côté gauche du triptyque est rendue habilement, et une amélioration notoire est visible dans la représentation de la végétation dans cette peinture par rapport à la Vierge à l'Enfant, et, celle-ci ne pouvant être datée, les historiens de l'art utilisent ce triptyque comme référence pour déterminer que la Vierge à l'Enfant a été achevée avant cette peinture. Le feuillage y est coloré avec précision, ombré de manière réaliste et superposé de manière appropriée ; les cheveux sont bouclés et stylisés, la peau est représentée d'une manière similaire à sa représentation dans les œuvres antérieures de Jacobello du même style, à l'exception des rides, ici plus réalistes.
Sa composition favorise une sensibilité d'inspiration plus byzantine en raison de la manière dont les différentes représentations de personnages sont encadrées et sectionnées. La différence proportionnelle entre les représentations humaines est plus drastique que dans les autres œuvres de Jacobello. Les gens ordinaires entourant la Vierge Marie sont si petits qu'elle les abrite sous ses vêtements. Les figures sont plus stylisées dans leurs proportions corporelles que d'habitude chez le peintre. Leur élancement exagéré peut être observé plus particulièrement dans les jambes du saint sur la gauche. Les auréoles sont moins éthérées que dans les autres œuvres de Jacobello.

### Justice entre les archanges Michel et Gabriel

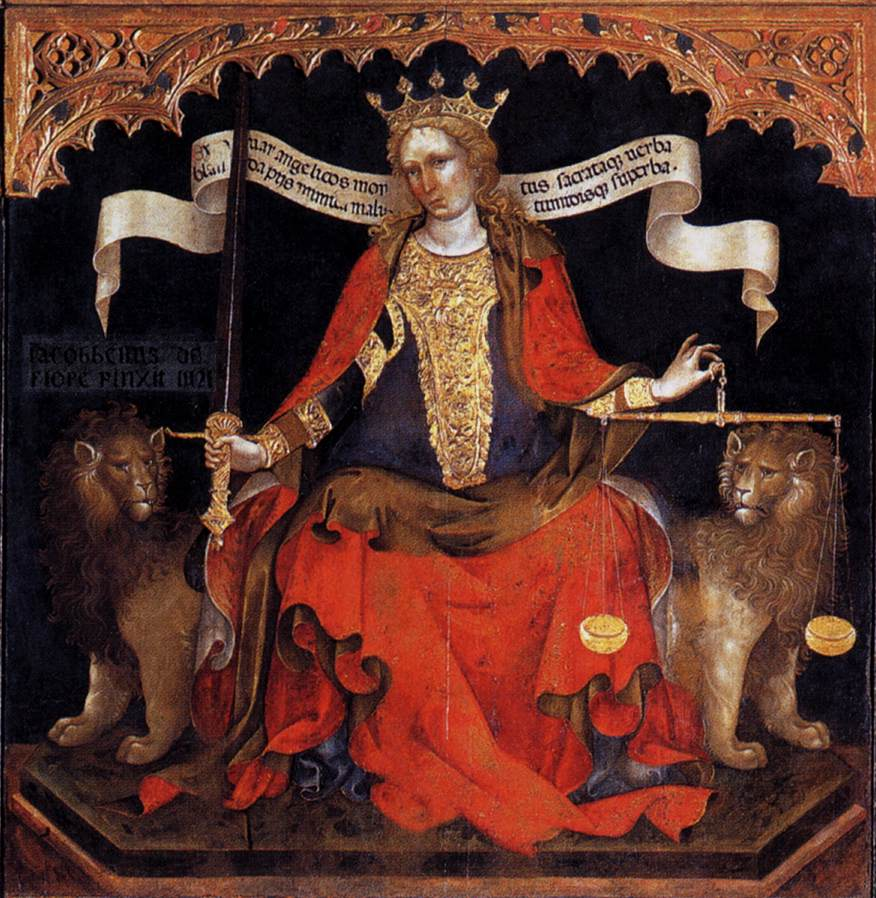
Justice entre les archanges Michel et Gabriel, 1421, détail.

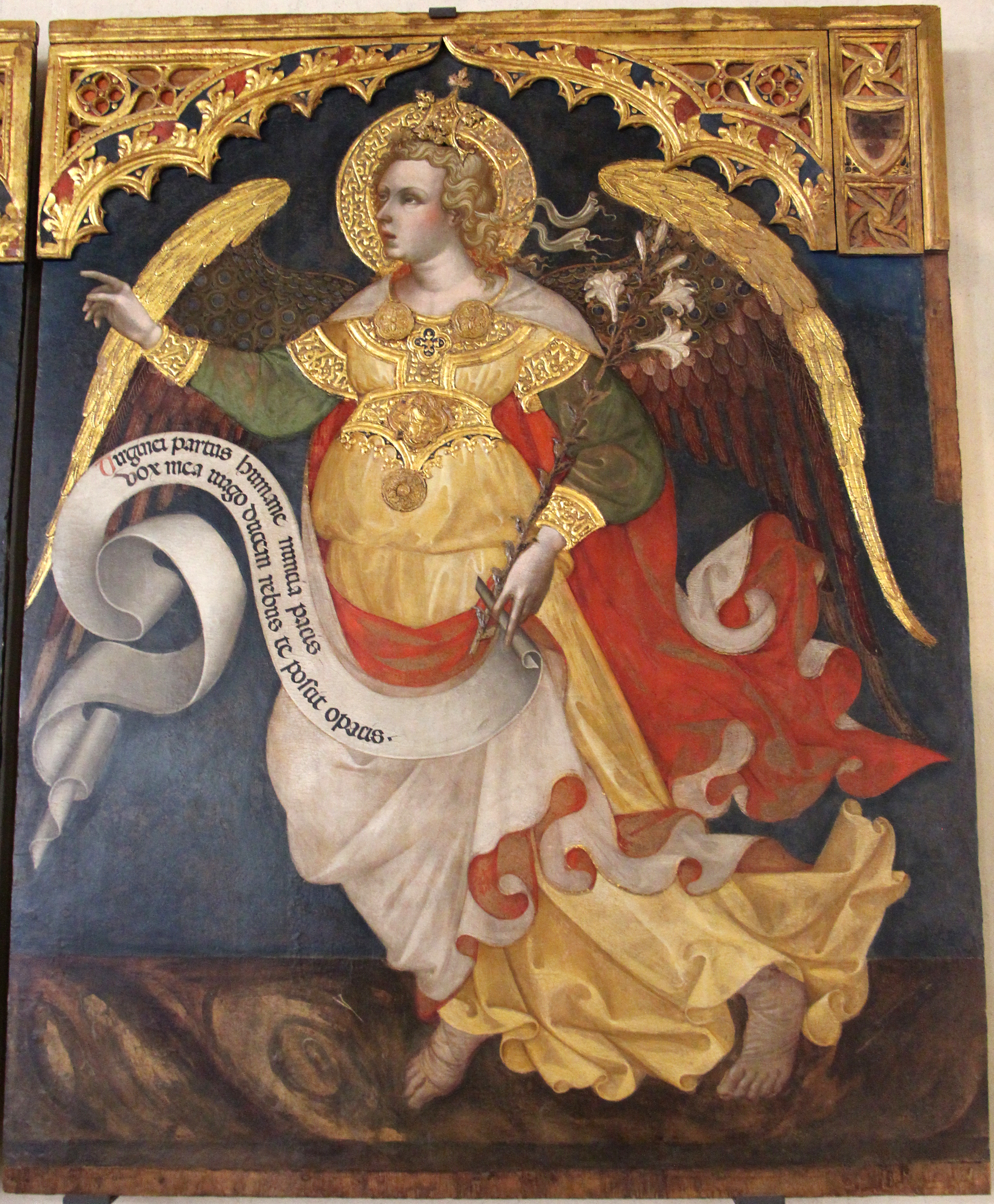
Justice entre les archanges Michel et Gabriel, 1421, détail.

Tempera sur panneau de 208 × 480 cm datée de 1421, Justice entre les archanges Michel et Gabriel est conservée aux galeries de l'Académie de Venise.
Peint pour le Magistrato del Proprio dans le palais des Doges en 1421, et également appelé simplement Triptyque de la Justice entre les archanges Michel et Gabriel a établi un style distinct que dictait la peinture vénitienne depuis plus d'une décennie. La figure centrale représente à la fois la Justice et Venise, avec une échelle dans une main et une épée de punition dans l'autre. Le rouleau derrière sa tête dit : « J'exécuterai l'avertissement des anges et la parole sainte : doux avec les pieux, dur avec le mal, et hautain avec les orgueilleux. ». Sur le panneau de gauche, saint Michel combat un dragon et tient un rouleau qui demande à Venise/Justice de « recommander les âmes purifiées à la balance de la bienveillance ». Sur le panneau de droite, l'ange Gabriel se déclare messager de Marie et demande à Venise de guider les hommes à travers les ténèbres. En tant que tribunal à la fois civil et pénal, cette commission célèbre les deux fonctions du Magistrato del Proprio. Le Saint Michel de Michele Giambono et le retable de Michele di Matteo de la Vierge avec les Saints rendent hommage à ce triptyque, témoignages de son influence.
Justice entre les archanges Michel et Gabriel est l'une des œuvres les plus célèbres de Jacobello et l'une de ses plus grandes toiles avec plus de 400 centimètres de large. Elle marque l'apogée de son glissement stylistique vers une sensibilité plus gothique, notable dans la composition, dans la pose et l'affichage des personnages, et dans d'autres détails subtils. Le changement stylistique de Jacobello peut être attribué, de l'avis de nombreux historiens de l'art, à Gentile de Fabriano, qui a été chargé par la république de Venise de peindre la grande salle du conseil du palais des Doges, les chefs religieux de Venise. Lorsque Gentile prend ce poste, il peint dans une inspiration gothique courtoise. Ce style influence de nombreux artistes vivant à Venise à l'époque qui, jusque-là, pratiquaient un style de peinture vénitien du début du XIVe siècle, d'inspiration plus byzantine.
Justice entre les archanges Michel et Gabriel diffère de certaines des œuvres antérieures de Jacobello par sa texturation. Alors que l'utilisation de textures pour définir la bordure et l'arrière-plan avait été vue dans certaines de ses œuvres précédentes telles que la Vierge à l'Enfant, la texturation décrit ici l'armure et les éléments décoratifs des deux archanges, certains des vêtements de la femme représentant la Justice, la garde de son épée et sa couronne. La représentation d'animaux est également rare chez Jacobello, mais on voit ici les deux lions vénitiens qui flanquent Dame Justice. Les auréoles des deux archanges sont plus minutieusement détaillées et complexes que les auréoles des figures dans les autres pièces de Jacobello. Il y a une amélioration dans la représentation du tissu, de la peau humaine, des cheveux, et des ombres cohérentes. Le niveau de détail de cette œuvre est l'une des raisons pour lesquelles les historiens de l'art la considèrent comme l'apogée de la phase gothique de Jacobello, importante non seulement comme jalon dans la carrière de l'artiste, mais aussi dans la progression de ses compétences techniques. Ce sont les connaissances acquises par Jacobello et la maîtrise de la technique qu'il a gagné grâce à cette commande qui lui ont permis plus tard de revenir avec confiance à ses racines lorsque ses œuvres se sont davantage orientées vers un style d'inspiration byzantine.
Cette peinture est également considérée comme plus métaphorique et symbolique que les autres œuvres de Jacobello, même celles hautement imprégnées de symbolisme comme le Couronnement de la Vierge et la Crucifixion, car Justice entre les archanges Michel et Gabriel contient une manifestation physique du concept de Justice. Cette œuvre est divisée en trois sections de sorte que les historiens soupçonnent que la Crucifixion était destinée à être divisée, la Crucifixion elle-même étant la pièce centrale.

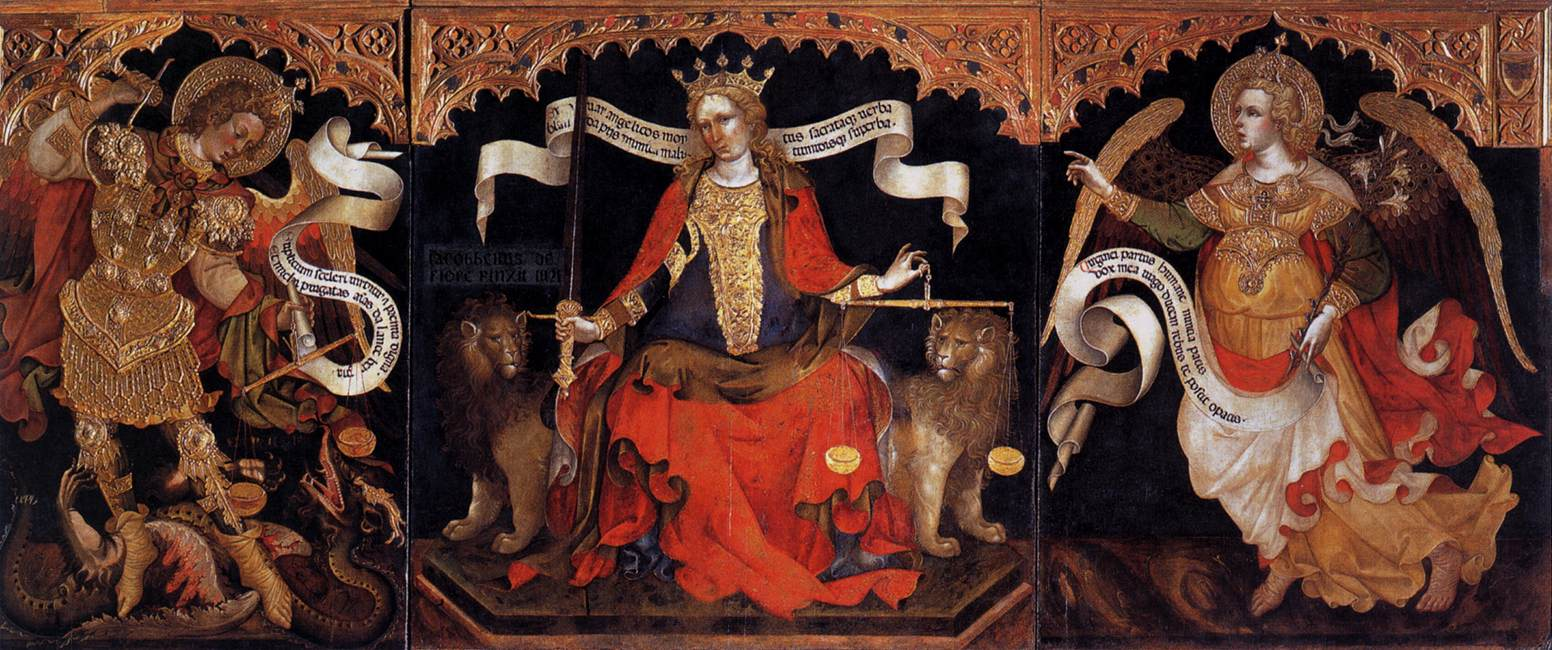

### Couronnement de la Vierge

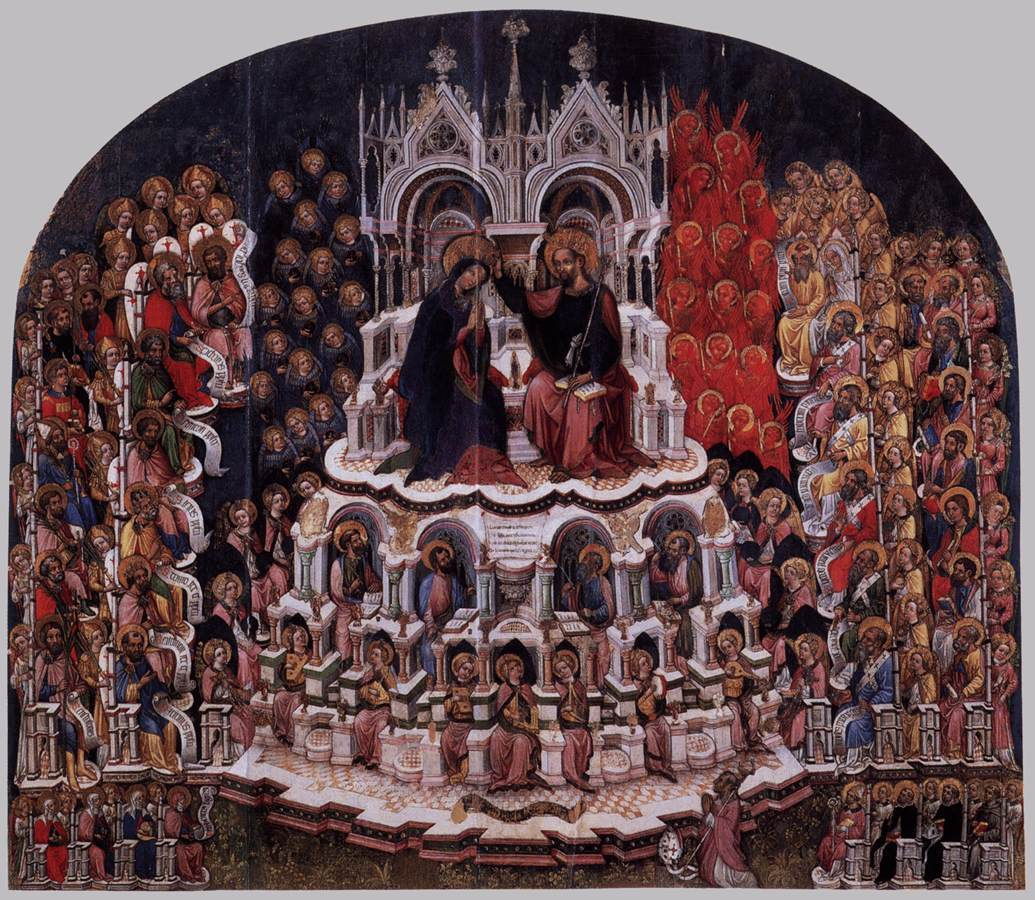
Couronnement de la Vierge, 1438.

Tempera sur panneau de 1438, cette œuvre de 283 × 303 cm est conservée aux galeries de l'Académie de Venise.
Étant une des plus grandes œuvres connues de Jacobello, cette peinture mesure près de 300 centimètres en largeur et en hauteur et représente l'acceptation de la Vierge Marie au ciel, représentée métaphoriquement, comme son fils, Jésus, qui la couronne devant un large public. La bordure de ce tableau est standard : rectangulaire en bas, avec deux coins arrondis en haut de manière oblongue. Jésus et Marie se trouvent au centre, assis sur des trônes élaborés.
Une multitude de personnes, significatives d'un point de vue religieux, remplissent l'architecture environnante, constituant comme une sorte d'audience cérémonielle au couronnement de Marie. Ces personnages font tous partie du Canon biblique et de l'Église catholique en tant que personnes décédées, et proverbialement « applaudissant la Vierge Marie » au ciel. Les personnages sont assis à gauche de Jésus et de Marie, à leur droite et même en dessous d'eux, dans les colonnes de la structure sur laquelle Jésus et Marie sont assis, avec une couche en dessous, parmi la verdure et le feuillage, sous la base de la structure architecturale. Les vêtements de ces personnages permettent de distinguer différents types de personnes par la couleur du tissu, telles que les apôtres, les martyrs, les saints, les vierges et les anges. La coloration de cette peinture est sombre, bien qu'il soit difficile de savoir comment l'état actuel de la peinture se compare à l'original en termes de couleurs.
Les auréoles de Jésus et de Marie sont représentées comme des cercles dorés opaques derrière leurs têtes. Bien que l'ambiance générale de cette œuvre soit respectueuse et cérémonielle, des aspects festifs sont également présents, allant d'un chœur d'anges aux instruments de musique et au feuillage faisant allusion au jardin d'Eden. Jésus et Marie sont représentés comme significativement plus grands que les autres personnages pour souligner leur importance.

## Œuvres
Galeries de l'Académie, Venise.
- Vierge de miséricorde entre saint Jean-Baptiste et saint Jean l'Evangeliste (1415), triptyque de 86 × 113 cm[29].
- La Justice entre les archanges Michel et Gabriel (1421), tempera sur bois de 208 × 490 cm.
- Couronnement de la Vierge (1438), tempera sur bois de 283 × 303 cm, à l'origine dans la cathédrale de Ceneda, frazione de Vittorio Veneto.
- Triptyque de la Justice (1421).

Musées civiques de Fermo, Marches, Italie.
- Scènes de la vie de sainte Lucie (v. 1410)[30] :
  - Lucie en prière devant la tombe de sainte Agathe qui lui apparaît,
  - Lucie distribuant l'aumône,
  - Lucie dénoncée au juge Pascasio par son fiancé,
  - Lucie dans les flammes du bûcher,
  - Lucie traînée au lupanar à l'aide de bœufs,
  - Lucie transpercée à la gorge par le coup de poignard du bourreau,
  - Lucie reçoit l'Eucharistie après sa blessure,
  - Enterrement de sainte Lucie.
- Sainte Micheline parmi les saints Jérôme, Jacques, Pierre, Paul, Antoine abbé et Nicola de Bari, polyptyque en tempera sur bois de 129 × 245 cm[31].

- Polyptyque de saint Jean (1410), tempera de 84 × 54 cm (panneau central), 34 × 28 cm (panneaux latéraux).
- Vierge et saints, triptyque, église de Montegranaro.
- Vierge à l'enfant, 1410[32]
- Lion marchant (1415), huile sur toile, sala Grimani, Palazzo Ducale, Venise.
- Vierge avec saints et le Rédempteur, polyptyque, tempera sur bois, église Santa Maria la Nuova, Cellino Attanasio, museo Nazionale d'Abruzzo, L'Aquila.

Musées hors Italie
- Vierge et l'Enfant, Fine Arts Museums of San Francisco.
- Adoration des mages (triptyque), Stockholm
- La Sibylle de Tybur montrant la Vierge à Auguste, musée de Stuttgart.
- Martyre de saint Laurent, avec deux nonnes bénédictines (1425), Rijksmuseum Amsterdam, inv. no SK-A-4001

## Source de traduction
- (en) Cet article est partiellement ou en totalité issu de l’article de Wikipédia en anglais intitulé « Jacobello del Fiore » (voir la liste des auteurs).

## Articles annexes
- Gothique international italien
- Primitifs italiens
- Renaissance vénitienne